# Кундротас, Чесловас
Чесловас Кундротас (лит. Česlovas Kundrotas; род. 3 января 1961, Mokolai, Мариямпольское самоуправление) — литовский легкоатлет, специалист по бегу на длинные дистанции и марафону. Выступал на профессиональном уровне в 1991—2004 годах, победитель и призёр ряда крупных международных стартов на шоссе, многократный рекордсмен Литвы в стайерских дисциплинах, действующий чемпион Литвы в марафоне, участник летних Олимпийских игр в Атланте. Тренер по лёгкой атлетике.

## Биография
Чесловас Кундротас родился 3 января 1961 года в деревне Моколай недалеко от Мариямполе, Литовская ССР. Окончил Паневежскую спортивную школу-интернат (1979) и Вильнюсский государственный педагогический институт (1984), после чего в течение трёх лет работал учителем физкультуры в восьмилетней школе в Вильнюсском районе.
В 1987—1992 годах — тренер, заместитель директора общеобразовательной спортивной школы Вильнюсского управления образования. С 1992 года — тренер Шяуляйской легкоатлетической спортивной школы.
Занимался лёгкой атлетикой в Вильнюсе, в советское время состоял в добровольном спортивном обществе «Нямунас». В 1986 году принял участие в чемпионате СССР по лёгкой атлетике в Киеве, в зачёте бега на 3000 метров с препятствиями закрыл десятку сильнейших.
Первых серьёзных успехов добился сравнительно поздно, уже после распада Советского Союза в 30-м возрасте, в частности в 1991 году выиграл чемпионат Литвы по марафону в Вильнюсе.
В 1992 году стал чемпионом Литвы в беге на 5000 и 10 000 метров, занял 39-е место на Лондонском марафоне и второе место на марафоне в Эхтернахе.
В 1993 году финишировал третьим на Стокгольмском марафоне, выиграл Рейкьявикский и Эхтернахский марафоны.
В 1994 году победил на чемпионате Литвы в дисциплине 10 000 метров, был четвёртым на Гамбургском марафоне и восьмым на Эхтернахском. Стартовал в марафоне на чемпионате Европы в Хельсинки — здесь сошёл с дистанции, не показав никакого результата.
В 1995 году закрыл десятку сильнейших Хьюстонского марафона, финишировал шестым на марафонах в Гамбурге и Карпи.
В 1996 году с результатом 2:13:49 стал третьим на Пражском марафоне. Удостоился права защищать честь страны на летних Олимпийских играх в Атланте — в программе марафона досрочно завершил выступление, сойдя с дистанции. Также в этом сезоне занял 16-е место на марафоне Twin Cities в Сент-Поле.
В 1997 году превзошёл всех соперников на Ганноверском марафоне, тогда как на Франкфуртском марафоне пришёл к финишу четвёртым и установил ныне действующий национальный рекорд Литвы — 2:12:35.
В 1998 году был вторым в Ганновере и восьмым во Франкфурте, занял 86-е место на чемпионате мира по полумарафону в Цюрихе.
В 2001 году финишировал пятым на марафонах в Ганновере и Провиденсе, четвёртым на марафоне в Лонг-Бич.
В 2002 году стал четвёртым на Ганноверском марафоне, 49-м на марафоне Twin Cities в Сент-Поле, 26-м на Франкфуртском марафоне.
В 2004 году занял 23-е место на Гамбургском марафоне, четвёртое место на Рижском марафоне, третье место на впервые проводившемся Вильнюсском марафоне, став при этом чемпионом Литвы на марафонской дистанции. По окончании сезона завершил карьеру профессионального спортсмена.
Как тренер подготовил ряд титулованных бегунов международного уровня, в частности среди его воспитанниц участница трёх Олимпийских игр Раса Драздаускайте.